# Épistémologie sociale
L'épistémologie sociale s'intéresse à la connaissance en tant qu'ensemble socialement partagé de valeurs, de croyances et de savoirs. Elle cherche à jauger de la fiabilité de ces connaissances, elle veut porter des jugements normatifs. L'épistémologie sociale est une approche de la connaissance qui rompt avec un certain nombre de présupposés de l'épistémologie qualifiée par elle d'« individualiste ».

## Qu'est ce que l'épistémologie sociale?
L’épistémologie sociale est un domaine de la philosophie relativement récent. Elle se situe au croisement entre l’épistémologie, au sens anglo-saxon, et la philosophie des sciences. 

### Épistémologie et philosophie des sciences

#### Différences et liens
L’épistémologie, au sens anglo-saxon, est l’ « étude de la nature de la connaissance et de la justification : en particulier, l’étude a) des éléments de définition, b) des conditions et des sources, et c) des limites de la connaissance et de ses justifications ». En ce sens l’épistémologie porte sur la connaissance tant ordinaire que scientifique, et sur la croyance dans la mesure où « la connaissance consiste minimalement dans la croyance d’une personne en une proposition vraie ».
La philosophie des sciences peut être considérée comme une branche de l’épistémologie qui se focalise sur la connaissance proprement scientifique.

#### Caractérisation de l'épistémologie sociale
L’épistémologie sociale est une branche de l’épistémologie, dans la mesure où elle s’intéresse à la construction sociale de la connaissance au sein d’un groupe ou d’une institution, ou par le biais du témoignage. Elle s’occupe ainsi d’agents épistémiques en collectivité, tels que des équipes, des jurys, des comités, des corporations et d’autres types de collectivité qui peuvent être considérées comme des agents épistémiques. Il s’agit alors de déterminer comment des savoirs et des croyances se constituent et se justifient à partir de ces groupes, en envisagent les modalités de formation de celles-ci, tels que le témoignage, l’expertise ou le jugement par les pairs.

### L'épistémologie sociale: une histoire récente. Le virage social de l'épistémologie
L’épistémologie sociale s’est développée dans les années 1960 à partir des idées du constructivisme social, qui se fonde sur le fait que la vérité est le résultat d’une pratique sociale. La connaissance a été pensée non plus à partir du sujet propre, mais à partir de son interaction directe ou indirecte dans son milieu social.
Historiquement, l’épistémologie traditionnelle occidentale, dans la lignée de Descartes, se concentre sur les comportements intellectuels des individus, c’est-à-dire la manière dont il utilise leur raison et leur système perceptif. Au début des années 1990, des épistémologues tels que Goldman, Kitcher, Lynch et Boghossian se sont demandé comment l’épistémologie pouvait prendre en compte le social sans abandonner les standards de l’épistémologie traditionnelle, ce qui a fondé les principes de l’épistémologie sociale. 

### Les trois grands axes de la recherche en épistémologie sociale: la tripartition de Goldman
On peut distinguer trois domaines au sein de l’épistémologie sociale : l’épistémologie sociale interpersonnelle, l’épistémologie sociale collective et l’épistémologie sociale institutionnelle.
L’épistémologie sociale interpersonnelle étudie la manière dont un individu peut ou doit réagir aux croyances et aux connaissances d’autrui. Ce type d’épistémologie sociale se focalise généralement sur le « sujet épistémique individuel [qui] utilise les croyances ou les affirmations des autres pour forger ou réviser son point de vue sur une certaine question ». Bien que celle-ci se concentre toujours sur l’individu, comme l’épistémologie traditionnelle, elle l’envisage dans sa relation avec autrui. Les grands thèmes de ce domaine sont le témoignage, mais aussi l’expertise et le désaccord entre pair.
La deuxième sous-branche de l'épistémologie sociale systématisée par Goldman est l’épistémologie sociale collective. Elle s'intéresse à la possibilité et aux conditions de l'élaboration de croyances ou de savoirs par un groupe social (comités, jurys, groupes d'expertises etc..). L'épistémologie sociale collective s’intéresse à des questions comme celle de l'agrégation des jugements (« Comment est-il possible qu'un groupe d'individus établisse un jugement collectif valide à partir de propositions qui émanent des jugements des individus de ce groupe ? »), celle de la justification d'une croyance portée par un groupe, ou encore celle du rapport entre le statut épistémique d'une croyance d'un groupe avec le statut épistémique des croyances des individus qui le composent. L'importance des questionnements de l'épistémologie sociale collective réside dans la confiance que l'on peut avoir dans un groupe d'experts qui conseillent sur des questions politiques et écologiques (comme le Groupe d’Experts Intergouvernemental sur l’Évolution du Climat), médicales (comme le Diagnostic and Statistical Manual of Mental Disorders), ou économiques (comme le Monetary Policy Committee).
L’épistémologie sociale institutionnelle s’inscrit dans la troisième partie au sein de la tripartition élaborée par Goldman. Il s’agit de prendre en compte des situations où une institution sociale a une influence importante sur les croyances de ses membres. Elle ne se définit pas pour autant comme entité collective indépendante : l’épistémologie sociale institutionnelle s’occupe des systèmes ayant des finalités épistémiques plutôt que des agents collectifs dont le rôle est fondamentalement de proposer des jugements ou des analyses sur un sujet donné (« it deals with cases in which a social institution has a significant influence on the beliefs of its members but does not qualify as a collective entity with a mind of its own. »). Un exemple de ce genre est fourni par l’analyse épistémologique des systèmes judiciaires.  

## Situation conceptuelle de l'approche de l'épistémologie sociale
Motivée par un contexte intellectuel précis, l'épistémologie sociale est née du conflit de deux approches antinomiques d'un même objet, la connaissance, qui se sont développées durant la seconde moitié du siècle dernier. D'un côté, que ce soit dans le Théétète ou bien dans la littérature contemporaine cherchant à résoudre le problème de Gettier, l'approche épistémologique de la connaissance recherche quelles sont les conditions nécessaires et suffisantes qui doivent être réunies pour qu'un individu puisse à juste titre être dit « connaître quelque chose »[réf. nécessaire].  
Il s'agit, de justifier, de compléter ou d'amender la définition classique de la connaissance comme (1) croyance (2) vraie (3) justifiée en cherchant quelle conception de la justification permettrait d'éviter d'avoir à qualifier de connaissance des cas qui ne semblent pas correspondre aux intuitions sémantique[réf. nécessaire]. D'un autre côté, la sociologie de la connaissance, qui s'est notamment développée sous l'impulsion de l'œuvre fondatrice de Kuhn publiée en 1962, La structure des révolutions scientifiques, s'interroge sur les modalités d'existence  de ces objets qui sont qualifiés de « connaissances ». 
Le même terme fait ainsi l'objet de deux traitements opposés qui aboutissent à des définitions contradictoires. Les philosophes cherchent à définir le mot connaissance d'une manière normative (ils  partent d'une intuition sémantique, c'est-à-dire d'un idéal, pour se demander comment expliciter les conditions qui pourraient satisfaire cet idéal), tandis que les sociologues le décrivent de façon descriptive (ils partent des usages sociaux empirique du terme et se demandent comment caractériser l'usage le plus répandu du mot). Il en découle la définition de la connaissance proposée par les sociologues : « connaissance » est un terme statutaire qui désigne une croyance consensuelle et qui fait autorité dans un groupe déterminé[réf. nécessaire]. Comme cette définition ne fait ni référence à la notion de vérité, ni à celle de justification logique, elle est contradictoire avec celle que propose les philosophes de la connaissance.

## Défauts de ces deux approches
La perspective philosophique (conceptuelle et logique) de la connaissance souffre de défauts dont l'origine remonte bien au-delà du siècle dernier, à savoir dans les modalités même du projet cartésien[réf. nécessaire]. En effet, afin de chercher des connaissances utiles à la vie, Descartes se donne comme principe suprême de n'accepter aucune croyance pour vraie s'il peut imaginer une raison d'en douter. Or, la majeure partie des informations qui nous sont utiles pour guider notre vie viennent du témoignage d'autrui alors que la parole d'autrui n'est pas une source d'information absolument fiable : l'approche cartésienne sape les bases de pratiques aussi essentielles que l'enseignement, l'enquête judiciaire, la prise de décision politique sur la base de renseignements administratifs, le journalisme, etc. Par conséquent, afin de disposer d'informations utiles, il faut renoncer à l'isolationnisme épistémique et accepter une forme de dépendance à l'égard d'autrui.  Cela suppose d'élargir le domaine des éléments qui peuvent légitimement intervenir dans le champ de l'épistémologie. Par ailleurs, l'approche philosophique ne permet pas de rendre compte de la manière dont les connaissances peuvent être acquises collectivement. 

La sociologie des sciences, en appliquant une méthode lexicale empirique pour définir un terme normatif, est conduite à contextualiser ces normes et risque de tomber dans le relativisme[réf. nécessaire]. On voit mal alors la différence entre les notions de connaissances et de croyance, ainsi que le remarque Alvin Goldman :
« Je n'ai rien à reprocher à l'histoire intellectuelle, à l'anthropologie culturelle ou à la sociologie de la connaissance. Elles sont des disciplines parfaitement légitimes quand elles sont comprises comme l'exploration de forces sociales qui influencent le développement et la variation des croyances. Mais pourquoi falsifier ces termes avec le mot "connaissance" pour faire une faveur à ces disciplines ? Nous avons déjà des mots tels que "coyance" et "opinion", et ces disciplines peuvent faire leur travail avec ces termes et autres termes apparentés. Ils n'ont pas besoin de l'aide douteuse d'un usage de pacotille du mot 'vérité'. » (La connaissance dans un monde social, 1999 p. 8)
Steve Fuller, dans la préface de son livre précurseur, Social epistemology, situe explicitement son projet à comme un remède aux deux défauts de ces deux approches : 
« Ce livre est écrit par un philosophe des sciences pour le compte de la sociologie des sciences. Comme je crois que la philosophie est primordialement une discipline normative et que la sociologie est primordialement une discipline empirique, ma thèse la plus élémentaire comprend deux parties : (1) Si les philosophes sont intéressés par le fait d'arriver à une réglementation du savoir rationnel (en gros, un programme concernant les fins et les moyens de production de la connaissance), alors ils feraient mieux d'étudier l'éventail des opinions qui ont été fournies par l'histoire sociale actuelle de la production de connaissance. (...) De plus, si les philosophes examinent cette histoire de manière équitable, ils pourront alors être forcés de reconceptualiser à la fois la substance et la fonction de leurs théories normatives de la connaissance. (2) Si les sociologues et autres étudiants de l'actuelle production du savoir souhaitent que leurs travaux acquièrent la portée générale qu'ils méritent, alors ils devraient pratiquer quelque "épistémologie naturalisée" et saisir l'opportunité d'extrapoler de l'être au devoir-être. » 

## Les deux courants de l'épistémologie sociale
Ce projet général se décline actuellement en deux courants dont les figures les plus saillantes sont respectivement Steve Fuller et Alvin Goldman. La prise en compte du social dans l'accès des individus à des connaissances peut en effet recourir à deux modèles totalement distincts qui ont pour effet des méthodes d'investigations opposées. 
Alvin Goldman calque son interrogation sur les méthodes de la microéconomie et de l'épistémologie bayesienne : il se demande quelles sont les pratiques sociales qui peuvent maximiser la quantité de croyances vraies produites par une société. Il nomme cette approche le véritisme. Cette approche rend possible une modélisation formelle des différents modes d'organisations, suivie de leur évaluation quantitative. 
Steve Fuller, quant à lui, tout en partageant l'approche normative de Goldman, appuie sa réflexion sur les données fournies par la sociologie. Il part des institutions et des pratiques existantes pour, seulement ensuite, se demander comment les améliorer, dans une démarche assez analogue à celle de Spinoza dans le Traité Politique.
Cette différence d'approche est intrinsèquement solidaire d'une différence de sensibilité métaphysique : tandis que Goldman se contente d'une définition minimale du social, reposant sur son adhésion à l'individualisme méthodologique (approche weberienne), Fuller part, quant à lui, des entités sociales constituées qu'il considère comme étant plus que la somme de leurs parties (approche durkheimienne). Il propose ainsi une théorie de l'université ou du rapport de la culture managériale au savoir. 
Enfin, cette opposition recoupe une différence d'attitude à l'égard des croyances actuelles. Alors que Goldman, parce que son approche est formelle, ne pose pas la question de ce qui nous permettait de savoir lesquelles de nos théories sont vraies en ayant un accès interne à leur justification, Fuller prend en compte cette impuissance, acceptant d'emblée la dissociation popperienne entre savoir objectif et subjectif : cela le conduit à s'interroger sur les conditions auxquelles on peut éviter que les théories actuellement consensuelles n'empêchent l'émergence de théories alternatives. À cette fin, selon Fuller, il est nécessaire de ménager un accès universel aux données expérimentales afin que chacun puisse élaborer et proposer ses propres théories.

## Les experts

### La dépendance épistémique et l'autorité épistémique de l'expert
C.Thi Nguyen met en évidence l’importance des considérations relatives à l’expertise au sein de l’épistémologie sociale : « Le témoignage n’est pas le seul facteur qui donne une forme à la relation de dépendance épistémique sur les autres […], une autre forme de dépendance fondée sur l’agent est la dépendance à l’expertise des autres. » La relation entre l’expertise et la connaissance n’est pas nouvelle. Selon A.Goldman, elle apparaîtrait dès l’Antiquité grecque.
C.Thi Nguyen met en exergue les enjeux contemporains relatifs à la dépendance épistémique aux experts. Il écrit que « la dépendance épistémique par rapport aux experts est omniprésente dans les sociétés modernes, où les personnes non-expertes n’ont souvent pas d’autre option que de se fier au jugement de spécialistes pour atteindre plusieurs de leurs buts épistémiques. » Selon C.Thi Nguyen, la dépendance aux experts entretient un lien avec la « dépendance à l’autorité épistémique des autres » : le fait d’être « un expert sur un sujet va souvent de pair avec être autoritaire à ce propos. Ce facteur donne aussi un autre axe le long duquel la relation de dépendance épistémique peut être évaluée. Nous pouvons donc parler de dépendance à l’autorité épistémique des autres ». La réflexion sur l’expertise en épistémologie sociale peut donc être reliée à une réflexion sur l’autorité épistémique.
Cette autorité épistémique de l’expert a reçu une définition spécifique de la part de A.Goldman. Selon P. Engel, A.Goldman en aurait « une conception fiabiliste : un témoin, un expert, un savant, disposent de l’autorité épistémique si et seulement s’ils sont fiables, au sens où leurs croyances ont été causalement acquises sur la base de processus fiables. » P.Engel en fait la critique. Selon lui, A.Goldman se méprendrait sur une distinction entre fiabilité instrumentale et confiance. Il écrit que « dans le monde social, les agents ne sont pas simplement fiables au sens où peuvent l’être des instruments ; ils le sont parce qu’une forme de confiance est accordée à des personnes ou à des institutions, qu’on tient pour responsables du savoir qu’ils ont acquis, transmis ou manqué de transmettre. » P.Engel propose donc une alternative à cette conception de la fiabilité, qu’il juge instrumentale, et suggère plutôt de penser une autorité épistémique « fondée sur la confiance envers l’individu ou le groupe qui détient l’autorité. »
Tous les épistémologues ne sont pas d’accord sur la manière de considérer cette autorité épistémique fondée sur la confiance en l’expert. Par exemple, J.Hardwig se demande s’il est rationnel de dépendre de certaines autorités épistémiques.

### Le statut de l'expertise dans le cadre de l'épistémologie sociale: la définition de Alvin Goldman (2001)
En épistémologie sociale, le thème de l’expertise est notamment abordé à travers la question suivante : « quand deux experts sont en désaccord sur un même sujet, comment un novice peut-il décider rationnellement auquel se fier ? » Cette interrogation est introduite en particulier par Alvin I. Goldman dans son article « Experts : Which Ones Should You Trust ? » (2001). Ce problème amène dans un premier temps à définir le statut de l’expert par rapport à celui du novice.
Dans un contexte épistémologique, il est naturel de se restreindre à un sens intellectuel ou cognitif de l’expertise. Le modèle de l’individu qui possède une supériorité en termes de savoir-faire dans un certain domaine d’expertise (E-domain) par rapport à la population générale ou à une population donnée, est ainsi écartée par Goldman. L’expert cognitif est défini comme un individu possédant une supériorité à la fois en termes de croyances vraies à l’égard de son E-domain mais aussi dans sa capacité à résoudre des problèmes relatifs à ce domaine, problèmes auxquels le novice ne pourrait répondre par lui-même. Goldman insiste sur le fait que l’expert doit posséder un corps solide et substantiel de croyances vraies dans son E-domain et qu’il doit être en mesure d’exploiter cette sphère d’expertise afin de fournir des réponses vraies et nouvelles à des questions qui lui sont posées.

### Propositions de réponses au problème «À quel expert se fier?»
Afin de répondre au problème d’un novice confronté à deux experts en désaccord, Alvin I. Goldman dans son article « Experts : Which Ones Should You Trust ? » (2001) identifie différentes sources possibles d’information qu’un novice peut recueillir pour estimer la fiabilité des experts en question.
La première source d’information consiste à évaluer les arguments fournis par les experts : ces arguments servent à fonder leurs points de vue respectifs mais aussi à critiquer l’opinion de chacun. Pour évaluer cette fiabilité, le novice doit pouvoir comprendre les arguments avancés par les experts. Mais deux difficultés peuvent apparaître concernant le novice. D’une part, il peut se trouver en situation d’ignorance à l’égard du « E-domain » propre aux experts. D’autre part, sa capacité à trancher entre des propositions peut être rendue difficile par le caractère ésotérique de ces dernières. Autrement dit, la valeur de vérité des propositions n’est pas accessible au novice et appartient strictement à la sphère d’expertise, contrairement aux énoncés exotériques. Goldman, dans la distinction qu’il opère entre justification argumentative directe et indirecte, explique que le novice peut être tenté d’accorder une supériorité à l’expert qui possède de bonnes qualités oratoires (justification argumentative indirecte), même si les prémisses de ses arguments ne l’emportent pas par leur force justificative et inférentielle (justication argumentative directe). Une autre façon d’accorder de la créance à un expert consiste pour le novice à être plus réceptif à la vitesse de réponse de l’un des deux experts (« quickness » et « responsiveness ») ou à la facilité (« smoothness ») avec laquelle il contre-argumente. Mais la prise en compte de ces indicateurs reste pour Goldman délicate à traiter. 
Face aux limites de la première source d’information, Goldman avance la possibilité pour le novice de faire appel à des méta-experts, c’est-à-dire des experts tiers qui pourront, grâce à leur compréhension des arguments avancés dans le débat, décider à quel expert il est possible d’accorder sa créance. Ce recours à des experts extérieurs peut s’accomplir selon Goldman en se posant la question du nombre et du consensus : quelle est ainsi la proportion d’experts en accord avec le premier expert et quelle est la proportion de ceux qui rejoignent le second ? Il s’agit d’indiquer plus globalement où en est le consensus, c’est-à-dire l’opinion majoritaire dans la communauté d’experts à propos du problème en jeu. Mais cet indicateur possède ses limites. Goldman interroge ainsi la pertinence du consensus à travers la figure du gourou et de ses disciples. Peu importe ce que peut croire le gourou, ses disciples lui accorderont systématiquement une créance totale : leurs opinions vis-à-vis du gourou sont dans ce contexte fortement dépendantes. Un tel scénario devrait être pris en compte par le novice dans sa décision finale, puisqu’il existe comme le suggère Goldman une possibilité que le premier expert appartienne à une communauté doctrinale dont les membres adhèrent de façon aveugle aux opinions d’un seul ou de plusieurs. Le novice, confronté à deux opinions concurrentes, devrait dès lors faire dépendre son choix sur deux critères : d’une part, il devrait y avoir une garantie de la fiabilité intrinsèque de ces experts extérieurs, d’autre part, il faudrait que ces derniers soient entièrement indépendants les uns des autres dans la manière qu’ils ont eu de construire leurs opinions.
Un autre indicateur soulevé par Goldman consiste à prendre en considération les intérêts ou les biais qui pourraient influencer les opinions des experts, qu’il s’agisse de mensonges, de biais financiers ou encore de biais d’exclusion et de sous-représentation de certains points de vue issus d’une discipline ou d’une communauté d’expert (ce type de biais a été notamment mis en exergue par les épistémologues féministes). Si par exemple le novice a des raisons d’identifier chez le premier un certain biais et ne trouve pas de telles évidences chez son rival, alors cela donne au novice une bonne raison de se fier au second expert plutôt qu’au premier.
La dernière proposition de Goldman suggère que le novice utilise les performances antérieures des experts (« Past Track Records »), c’est-à-dire qu’il enquête sur les réussites passées des experts vis-à-vis des problèmes posés à son E-domain, afin qu’il puisse mesurer la probabilité que l’expert réponde avec succès au problème en jeu. Mais comment un novice peut-il évaluer les performances passées d’experts sur un E-domain, alors qu’il ne peut avoir par définition d’opinions sur ce E-domain ? Cette difficulté est soulevée par Goldman et sa réponse est de suggérer qu’il n’est pas toujours nécessaire d’être un expert soi-même pour effectuer ce type d’évaluation : toutes les propositions concernant le E- domain ne sont pas ésotériques, mais ont pu devenir exotériques, c’est-à-dire épistémiquement accessibles.
Parmi toutes les propositions dégagées par Goldman, Pierre Willaime propose de les séparer en deux catégories : la solution du Past Track Records « évalue la propension des experts à soutenir des propositions qui s’avèrent. Peu importe le cheminement intellectuel des experts et leurs interactions, ce qui compte en définitive c’est leur résultat compris en termes de ratio entre erreurs, connaissances et ignorance comme le veut le véritisme goldmanien ». Tandis que les propositions antérieures se fondent sur la prise en compte des « raisons pour lesquelles les experts défendent leur point de vue ».

### En français
- Alban Bouvier (dir.) et Bernard Conein (dir.), L'épistémologie sociale. Une théorie sociale de la connaissance, Éditions de l’École des hautes études en sciences sociales, coll. « Raisons Pratiques », février 2007 (lire en ligne)
- Jean-Marie Chevalier,
  - « Aux origines de l’épistémologie sociale : principe communautaire de l’enquête et sciences sociales », dans : Alexandre Guay et Stéphanie Ruphy (éd.),  Science, philosophie, société, Presses universitaires de Franche-Comté, 2017, [lire en ligne]
  - « Les deux sources de l’épistémologie sociale. Épistémologie analytique et épistémologie « proactive » : les enjeux d’une compétition », Cahiers philosophiques, 2015/3 (n° 142), p. 73-91. DOI : 10.3917/caph.142.0073. [lire en ligne]
- Pierre Willaime, « Épistémologie sociale », L'Encyclopédie philosophique,‎ janvier 2018 (e-ISSN 2606-6661, lire en ligne, consulté le 4 avril 2021).
- Pierre Willaime. 2016. « Deux problèmes pour une épistémologie sociale ». In Chevalier, J., & Gaultier, B. (Eds.), La connaissance et ses raisons. Paris : Collège de France.
- La Vérité est une question politique. Albin Michel, Paris, 2024.  (ISBN 2226490337 et 978-2226490339)

### En anglais
- Steve Fuller, Social Epistemology, Indiana University Press, 1988 (2de édition, 2002).
- Alvin Goldman, Knowledge in a social world, Oxford University Press, 1999 (2de édition, 2003).
- Alvin Goldman et Thomas Blanchard, Social Epistemology, Stanford Encyclopedia of Philosophy, 2001 [2015].
- Alvin I. Goldman, « Experts: Which Ones Should You Trust? », Philosophy and Phenomenological Research 63, no 1 (juillet 2001): 85-110, https://doi.org/10.1111/j.1933-1592.2001.tb00093.x
- John Hardwig, Epistemic dependence. The Journal of Philosophy, Volume 82, Issue 7, July 1985, http://doi.org/10.2307/2026523
- Helen Longino, Science as Social Knowledge. Princeton: Princeton University Press, 1990.  (ISBN 0-691-02051-5)
- Helen Longino, The Fate of Knowledge.  Princeton: Princeton University Press, 2002  (ISBN 0-691-08876-4)
- C. Thi Nguyen, Cognitive islands and runaways echo chambers: problems for epistemic dependence on experts, Synthèse, 2020.